# Adam Resurrected
Pour plus de détails, voir Fiche technique et Distribution.
Adam Resurrected est un film israélo-germano-américain réalisé par Paul Schrader et sorti en 2008. Il s'agit d'une adaptation du roman du même nom de Yoram Kaniuk.

## Synopsis
En Israël, en 1961, Adam Stein, est interné dans un hôpital psychiatrique pour rescapés de l'Holocauste. Il se souvient de son passé où il fut un, avant la guerre, à Berlin, le propriétaire d'un cirque mais également un musicien et un magicien, adoré des nazis et du public. Jusqu'au jour où il est envoyé dans un camp de concentration avec sa femme et sa fille. Alors qu'elles sont envoyées à la mort, il devient « le chien » du commandant Klein, acceptant d'être humilié pour survivre.

## Fiche technique
Sauf indication contraire, les informations mentionnées dans cette section peuvent être confirmées par la base de données cinématographiques IMDb,  présente dans la section « Liens externes ».
- Titre original et français : Adam Resurrected
- Réalisation : Paul Schrader
- Scénario : Noah Stollman, d'après le roman Adam Resurrected de Yoram Kaniuk
- Musique : Gabriel Yared
- Costumes : Inbal Shuki
- Montage : Sandy Saffeels
- Photographie : Sebastian Edschmid
- Production : Ehud Bleiberg et Werner Wirsing
- Sociétés de distribution : Image Entertainment (États-Unis), 3L Filmverleih (Allemagne)
- Pays de production :  États-Unis,  Israël,  Allemagne
- Langues originales : anglais, hébreu et allemand
- Format : couleur - 35 mm - 2,35:1 - son Dolby numérique
- Genre : drame
- Durée : 106 minutes
- Dates de sortie  : 
  - États-Unis : 12 décembre 2008
  - Allemagne : 19 février 2009
  - France : 15 juillet 2014 (sorti directement en DVD)
- Classification[1] :
  - États-Unis : R

## Distribution
- Jeff Goldblum (VF : Bernard Lanneau) : Adam Stein
- Willem Dafoe : commandant Klein
- Derek Jacobi : Dr Nathan Gross
- Ayelet Zurer : Gina Grey
- Hana Laszlo : Rachel Shwester
- Joachim Król : Abe Wolfowitz
- Evgenia Dodina : Gretchen Stein
- Veronica Ferres : Madame Fogel
- Tudor Rapiteanu : David
- Idan Alterman : Arthur
- Juliane Köhler : Ruth Edelson
- Dro Keren : Dr Uri Slonim
- Schmuel Edelman : Dr Shapiro
- Mickey Leon : Golomb
- Yoram Toledano : Tarshish
- Moritz Bleibtreu : Joseph Gracci
- Benjamin Jagendorf : Rabbin Lichtenstein
- Theodor Danetti : Blum
- Gabriel Spahiu (en) : Taub
- Luana Stoica : Zelda
- Coca Bloos : Mme Lipowitz

## Production
Le tournage a lieu en Israël (Haïfa, Tel Aviv-Jaffa, désert de Judée, mer Morte), ainsi qu'en Roumanie (Castel Film Studios) et en Allemagne.